# Asha-Rose Migiro
Asha-Rose Mtengeti Migiro (Songea, 9 de julio de 1956) es una política y diplomática tanzana que se desempeñó como vicesecretaria general de la Organización de las Naciones Unidas entre 2007 y 2012.

## Biografía

### Primeros años y educación
Nacida en Songea, en la región de Ruvuma, Migiro comenzó su educación en la escuela primaria Mnazi Mmoja en 1963. Luego se trasladó a la escuela primaria Korogwe, a la escuela secundaria Weruweru y, finalmente, a la escuela secundaria Korogwe, donde se graduó en 1975. Obtuvo su grado en la Universidad de Dar es Salaam y su doctorado en 1992 en la Universidad de Constanza en Alemania. Antes de ingresar a la política, fue profesora titular en la Facultad de Derecho de la Universidad de Dar es Salaam.

### Carrera política
Miembro del partido Chama Cha Mapinduzi desde 1994, integró el Consejo Ejecutivo Regional del mismo entre 2000 y 2005. De 2000 a 2005, fue también ministra de desarrollo comunitario, mujeres y niños. Se convirtió en ministra de relaciones exteriores y cooperación internacional el 4 de enero de 2006, cuando el anterior ministro, Jakaya Kikwete, fue elegido presidente. Migiro fue la primera mujer en ese puesto desde la independencia de la República Unida de Tanzania.
Como ministra de relaciones exteriores, acompañó al expresidente de las Comoras, Azali Assoumani, durante una gira por el nuevo consulado de su país en Tanzania e inspeccionó un hospital tanzano. De acuerdo con funcionarios de los Estados Unidos, Condoleezza Rice, quien se desempeñó como Secretaria de Estado estadounidense, la conocía personalmente. Kikwete nombró a Bernard Membe para suceder a Migiro como ministra en enero de 2007.

### Naciones Unidas
Fue nombrada para el cargo de vicesecretaria general de las Naciones Unidas por Ban Ki-moon, tras asumir como Secretario General de las Naciones Unidas, el 5 de enero de 2007. Según Ban, Migiro «es una líder muy respetada que ha defendido la causa de los países en desarrollo a lo largo de los años». También expresó que «a través de su distinguido servicio en diversas áreas, ha demostrado habilidades de gestión excepcionales con amplia experiencia y experiencia en asuntos socioeconómicos y asuntos de desarrollo». Según The New York Times, esto fue un cumplimiento de su promesa de elegir a una mujer del mundo en desarrollo para el puesto de vicesecretaria general. El Centro de Noticias de las Naciones Unidas observó que Migiro y Ban habían trabajado juntos cuando eran ministros de relaciones exteriores de sus respectivos países. Fue nombrada formalmente y asumió el cargo el 1 de febrero de 2007.
Durante su desempeño en las Naciones Unidas, también fue miembro de la Comisión sobre la Cooperación para el Desarrollo Efectivo con África, que fue establecida por el Primer Ministro danés Anders Fogh Rasmussen y celebró reuniones entre abril y octubre de 2008. En septiembre de 2009, viajó a Roma y tuvo una reunión con el ministro de Asuntos Exteriores italiano, Franco Frattini, y el papa Benedicto XVI para hablar sobre la violencia contra las mujeres. Según los informes, los representantes de las Naciones Unidas se estaban preparando para finalizar una iniciativa destinada a detener la ablación genital femenina y el genocidio.

### Años posteriores
El presidente John Magufuli la designó como Alta Comisionada (embajadora) ante el Reino Unido en mayo de 2016.